# Arsèguel
Arsèguel település Spanyolországban, Lleida tartományban. Arsèguel Alàs i Cerc, El Pont de Bar, Cava, Estamariu és Les Valls de Valira községekkel határos. Lakosainak száma 78 fő (2024).

## Népesség
A település lakosságának változását az alábbi diagram mutatja:
| Lakosok száma | 110  | 328  | 211  | 136  | 82   | 89   | 93   | 81   | 84   | 78   |
|               | 1717 | 1887 | 1936 | 1960 | 1986 | 2004 | 2009 | 2014 | 2019 | 2024 |